# Тенчинська вежа (Кам'янець-Подільська фортеця)
Тенчи́нська ве́жа (інша назва — Джевицька) — фортечна вежа № 10 Старого замку міста Кам'янець-Подільський. Пам'ятка — характерний приклад розвинених фланкувальних середньовічних веж.

## Назва
Вежа отримала назву в пам'ять про краківського каштеляна Яна Тенчинського, чиїм коштом виконувались будівельні роботи.

## Згадка в історичних джерелах
Опис вежі зберігся в «Реєстрі всіх будівель навколо замку Кам'янецького» за 1544 рік:

| «Вежа, яка розташована біля вежі Ковпак, називається Тенчинською; вона також добре споруджена і на міцному фундаменті, оскільки вона від своєї основи, розташованої на скелі, майже до половини своєї висоти здавна обшита кам'яним прямовисним муром. Між вежами Ковпаком та Тенчинською будується тепер новий кам'яний мур, фундаментом якого служить скеля. Мур цей йде прямовисно до основи фортечних мурів, розташованих вище також на скелі. Він не тільки підтримуватиме і зміцнюватиме ці останні, але на випадок появи під ними ворога, після зайняття ним апроші, дуже ускладнить йому доступ до фортеці»[2]. |
В описі «Інвентар і люстрація староств Кам'янецького та Летичівського» за 1613 рік вежа згадується як Джевицька:

| «Вежа Джевицька від єпископа, її засновника, названо, в ній чотири яруси, на четвертому гармаші несуть варту, двері всі на засувах, верх її ковпаком склепінним накритий, галереї від Шляхетської вежі до неї накриті»[3]. |

## Історія

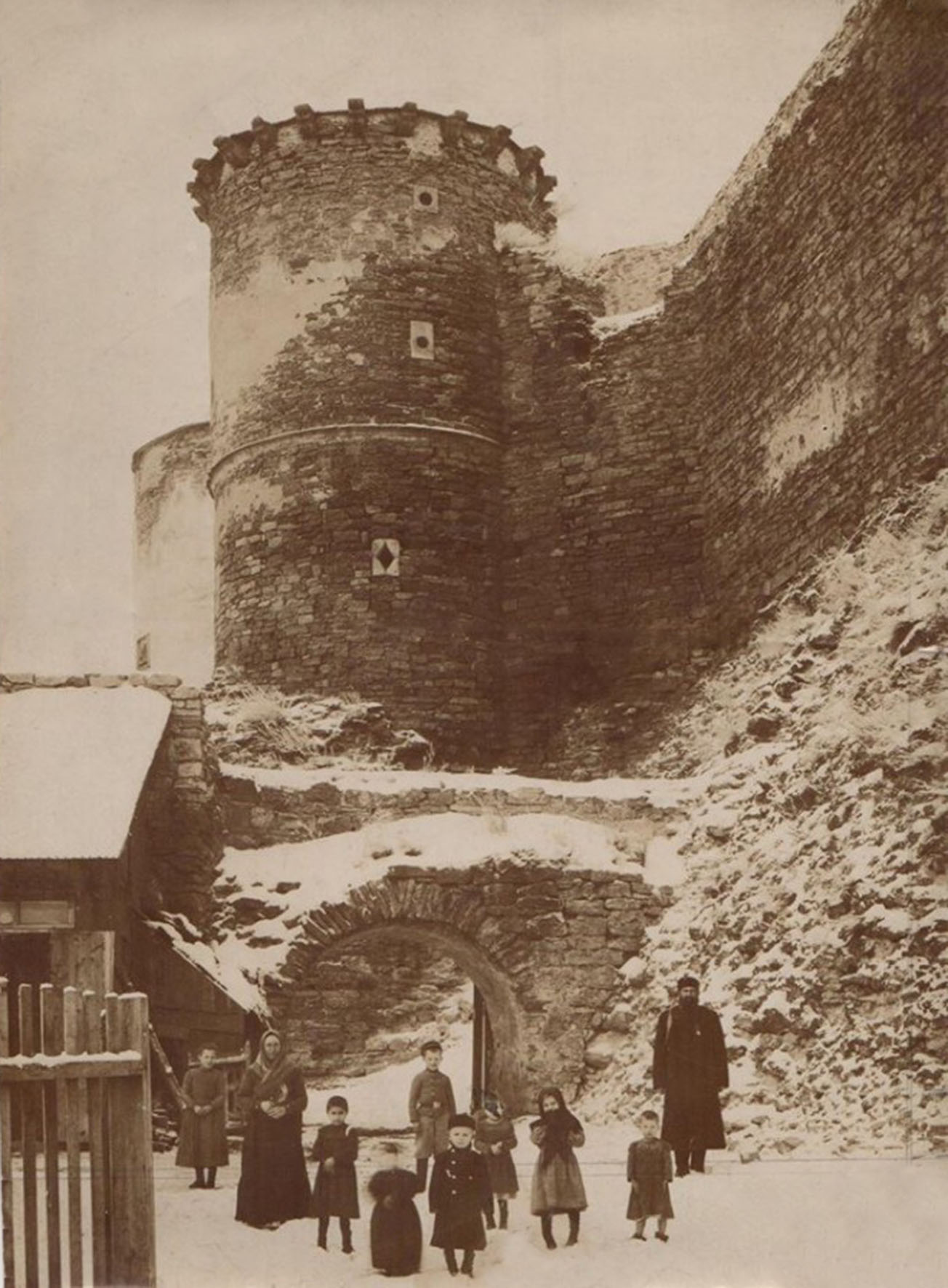
Тенчинська вежа (1892)

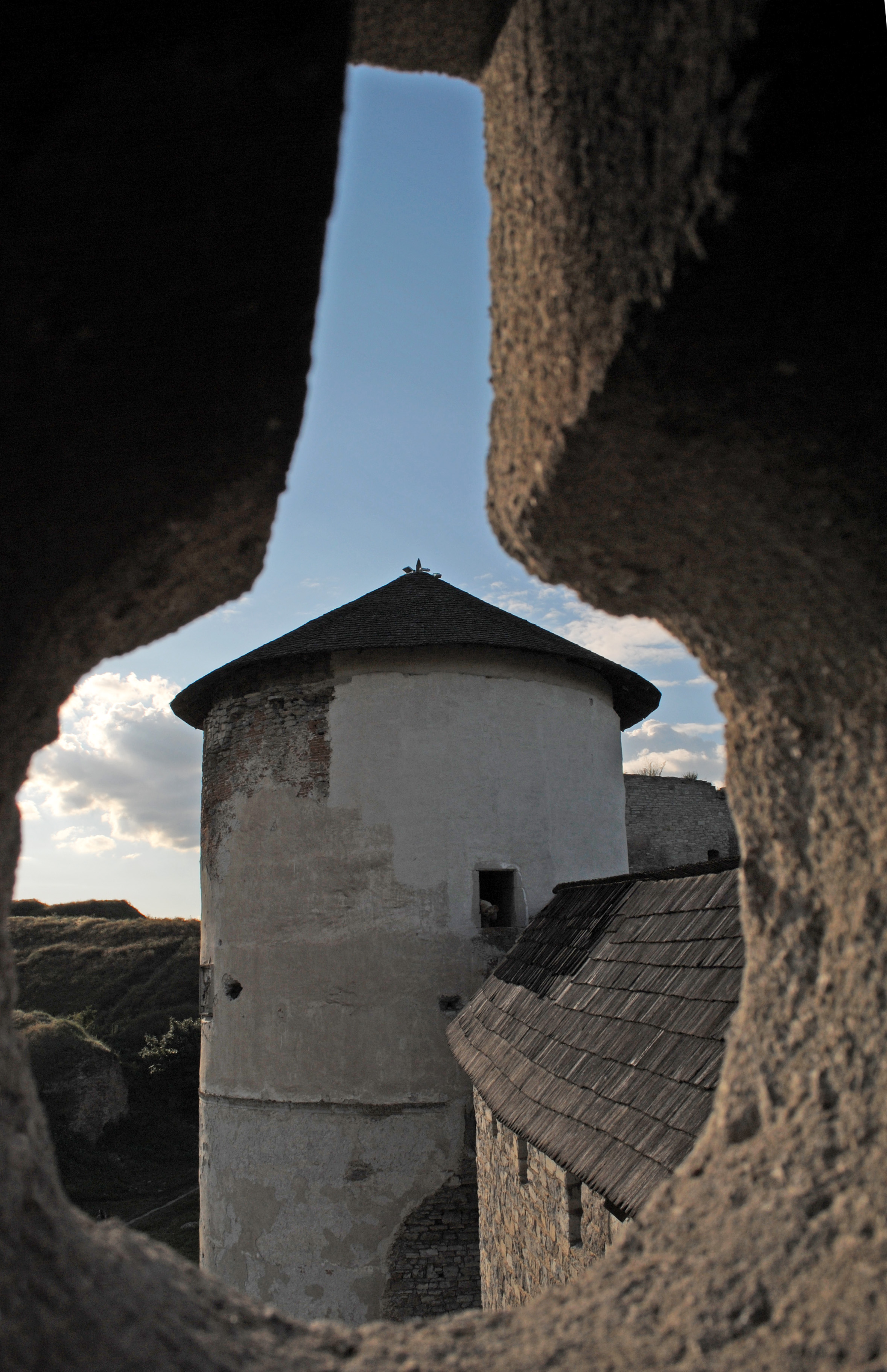
Ключеподібні бійниці у бік Ласької вежі

1394 року Кам'янцем заволодів Владислав Ягелло. Король одразу наказав завести до укріплення гармати і порох.
1395 року Ягелло віддав Західне Поділля із Кам'янцем за особливі заслуги краківському воєводі Спитку з Мельштина «у вічне і безповоротне володіння». Магнат розпочав будівництво Тенчинської вежі разом із трьома іншими потужними вежами:  Ковпаком, Лянцкоронською, Ружанкою.
Після загибелі Спитка у битві з татарами на річці Ворскла у 1399 році фортифікацію Кам'янця завершив король Владислав Ягелло.
У другій половині XV століття скельну основу вежі укріпили кам'яною кладкою. У XVIII столітті з боку двору замку вежу засипали майже до рівня четвертого ярусу.

## Опис
Розташована на переломі південно-західних оборонних мурів Старого замку, виступає на три чверті за її підлогову сторону. Її діаметр 7 м. Товщина кам'яних мурів 2 м. Діаметр п'ятого ярусу завдяки винесенню кронштейнів — 7,9 м. Товщина парапетної стіни — 0,9 м. Перекриття в башті плоскі по балках, над четвертим ярусом — конічна кам'яна баня.
Бійниці двох типів — ключеподібні і круглі. На північному фасаді зберігся білокам'яний портал в готичному стилі. Білокам'яні кронштейни і між'ярусний карниз із типовими для готики профілями.
Відноситься до так званого краківському типу. Вежа разом із Лянцкоронською і Ружанкою має кам'яний ковпак.

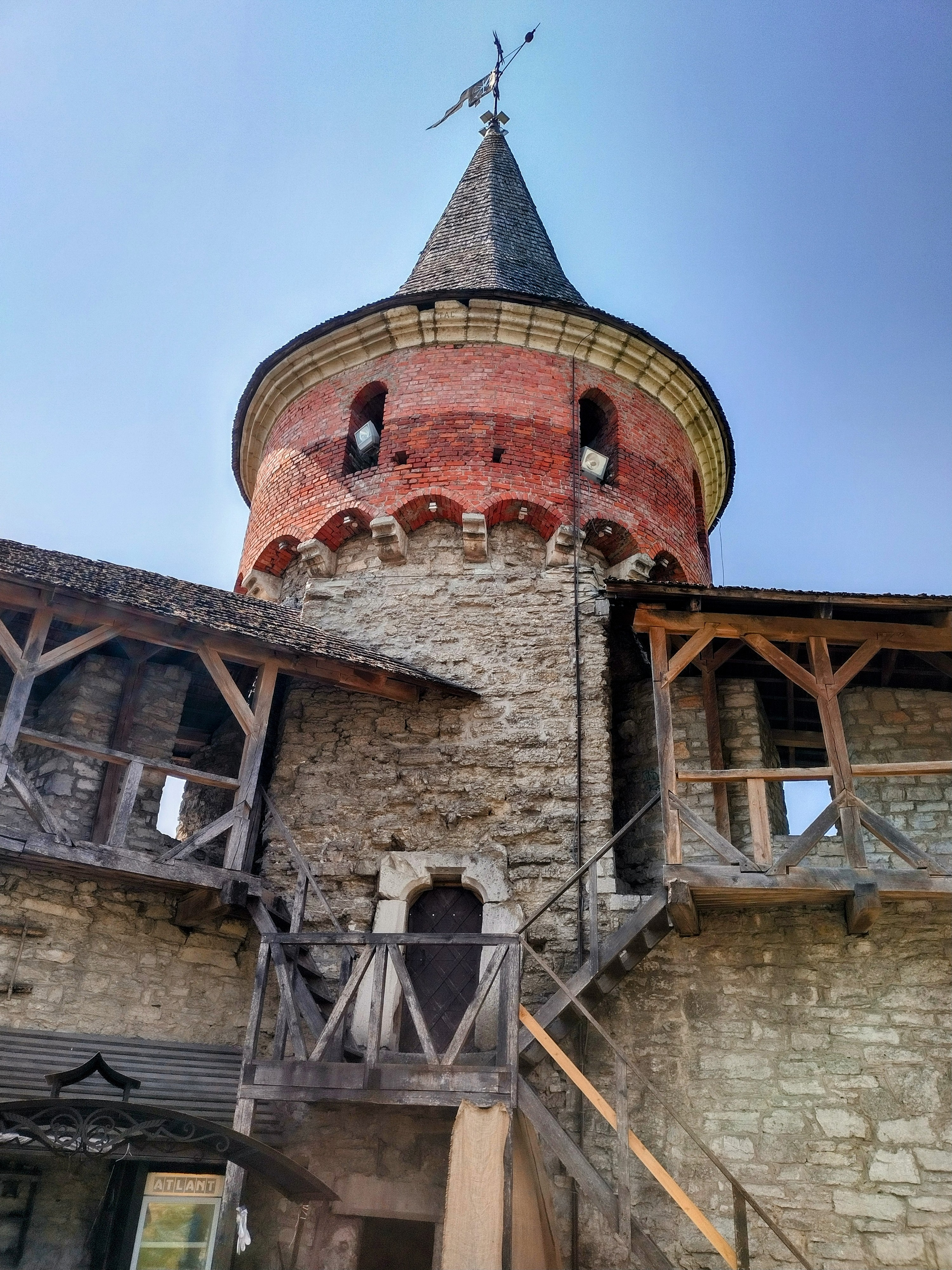
Вигляд з внутрішнього двору замку

## Реставраційні роботи
У 1946-1952 роках провели консерваційні роботи фортеці. У 1960-х роках під керівництвом архітектора-реставратора Євгенії Пламеницької проводились планомірні архітектурно-археологічні дослідження укріплень Старого замку. Державний науково-дослідний інститут теорії та історії архітектури та містобудування опрацював Генеральну програму консерваційно-реставраційних робіт по Старому замку та архітектурну концепцію реставрації, розроблену Є. Пламеницькою. У 1960-1980-х роках здійснили консервацію та реставрацію значної частини замкових укріплень, зокрема і Денної вежі.
Нові масштабні реставраційні роботи провели згідно з «Перспективною програмою консерваційних і реставраційних робіт по комплексу Старого і Нового замків» 1999 року, автором якої була дочка Євгенії Пламеницької  Ольга Пламеницька.